# Cavernularia dedeckeri
Cavernularia dedeckeri is een Pennatulaceasoort uit de familie van de Veretillidae. De wetenschappelijke naam van de soort is voor het eerst geldig gepubliceerd in 1989 door Williams.